# 최소 편이 방식
최소 편이 방식(minimum-shift keying, MSK)은 위상 편이 변조(PSK)와 주파수 편이 변조(FSK)의 합성으로, Continuous Phase FSK라고도 부른다. 1950년대 말, 1960년대에 개발되었다.
통신공학의 이론으로서 신호의 변조에서 사용된다. 신호의 변조는 크게 AM, FM, PM이 있으며, AM은 진폭을 변화, FM은 주파수를 변화, PM은 위상을 변화시켜서 만든 신호인데 MSK의 경우 Continuous Phase FSK로서 Phase와 Frequency를 모두 변화시켜서 사용하는 변조 방식이다.

## 같이 보기
- 가우시안 주파수 편이